# Derek and the Dominos
Derek and the Dominos, musikgrupp bildad 1970 i London av brittiska gitarristen Eric Clapton strax efter att han lagt ner projektet Blind Faith. Förutom Clapton bestod gruppen av Bobby Whitlock (keyboard), Carl Raddle (basgitarr), och Jim Gordon (trummor).
Gruppen turnerade i USA försommaren 1970 fram till december samma år och släppte en prisad dubbel-LP, Layla and Other Assorted Love Songs där också Duane Allman (från Allman Brothers Band) medverkade.

## Bandmedlemmar
Senaste medlemmar
- Eric Clapton – sång, gitarr (1970–1971)
- Bobby Whitlock – keyboard, bakgrundssång, gitarr (1970–1971)
- Carl Radle – basgitarr, percussion (1970–1971)
- Jim Gordon – trummor, piano (1970–1971)

Tidigare medlemmar
- Dave Mason – gitarr (1970)
- Duane Allman – gitarr (1970)

## Diskografi
Studioalbum
- Layla and Other Assorted Love Songs (1970)
- Layla and Other Assorted Love Songs Dubbel - CD Version (2011)

Livealbum
- In Concert (1973)
- Live at the Fillmore (1994)

Annat
- The Layla Sessions: 20th Anniversary Edition (1990) (remix av albumet Layla and Other Assorted Love Songs med outgivet material)